# Херлингем (муниципалитет)
Муниципалитет Херлингем  (исп. Partido de Hurlingham) — муниципалитет в Аргентине в составе провинции Буэнос-Айрес.
Территория — 36 км². Население — 181241 человек. Плотность населения — 5033,33 чел./км².
Административный центр — Херлингем.

## География
Департамент расположен на северо-востоке провинции Буэнос-Айрес.
Департамент граничит:
- на северо-западе — c муниципалитетом Сан-Мигель
- на северо-востоке — с муниципалитетом 3 Февраля
- на юго-востоке — с муниципалитетом Морон
- на юго-западе — с муниципалитетом Итусайнго

## Важнейшие населенные пункты[2]
| № | Населённый пункт | Населённый пункт (исп.) | Категория   | Население чел. (2010) | На карте                        |
| - | ---------------- | ----------------------- | ----------- | --------------------- | ------------------------------- |
| 1 | Херлингем        | Hurlingham              | агломерация | 181241                | 34°35′36″ ю. ш. 58°38′17″ з. д. |

#### Агломерация Херлингем
- входит в агломерацию Большой Буэнос-Айрес

| № | Населённый пункт | Населённый пункт (исп.) | Категория | Население чел. (2001) | На карте                        |
| - | ---------------- | ----------------------- | --------- | --------------------- | ------------------------------- |
| 1 | Вилья-Тесеи      | Villa Tesei             | город     | 63164                 | 34°37′14″ ю. ш. 58°38′18″ з. д. |
| 2 | Херлингем        | Hurlingham              | город     | 60275                 | 34°35′36″ ю. ш. 58°38′17″ з. д. |
| 3 | Вильям-К.Моррис  | William C. Morris       | город     | 48916                 | 34°35′13″ ю. ш. 58°39′37″ з. д. |